# A Healthy Distrust
A Healthy Distrust è il secondo album in studio del rapper statunitense Sage Francis, pubblicato nel 2005.

## Tracce
1. The Buzz Kill – 4:05
2. Sea Lion – 3:01
3. Gunz Yo – 3:03
4. Escape Artist – 4:15
5. Product Placement – 2:15
6. Voice Mail Bomb Threat – 1:39
7. Dance Monkey – 2:53
8. Sun vs. Moon – 3:28
9. Agony in Her Body – 4:17
10. Crumble – 2:00
11. Ground Control – 3:52
12. Lie Detector Test – 2:47
13. Bridle – 2:11
14. Slow Down Gandhi – 4:52
15. Jah Didn't Kill Johnny – 2:49